# Oerlikon EST4d
Oerlikon EST4d – zawór rozrządczy systemu hamulca Oerlikona. Przeznaczony jest do pracy w pociągach pasażerskich; umożliwia hamowanie i luzowanie, zarówno pneumatyczne oraz elektropneumatyczne.

## Elementy składowe zaworu
Zawór EST4d składa się z następujących zespołów:
- wspornika (S2),
- podstawowego zaworu rozrządczego (EST4d),
- przekładnika ciśnienia (REL1),
- zespołów dwóch zaworów elektropneumatycznych (ELS2): hamującego i luzującego,
- ogranicznika ciśnienia,
- podwójnego zaworu zwrotnego,
- odluźniacza.

Zespoły te są umocowane do wspornika, do którego doprowadza się wszystkie połączenia rurowe instalacji pneumatycznej. Dzięki temu w razie demontażu poszczególnych zespołów nie zachodzi potrzeba ingerencji w połączenia rurowe.

## Budowa i działanie zaworu
Budowa zaworu EST4d jest prosta. Składa się on z zasadniczego zaworu, spełniającego podstawowe funkcje, do którego dołącza się dodatkowe zespoły w zależności od potrzeb i przeznaczenia hamulca. Wszystkie zespoły dodatkowe są wymienne, co znacznie upraszcza naprawy i konserwacje.
Wspornik zaworu jest wykonany z żeliwa, zawór zaś rozrządczy i jego podzespoły - z lekkich stopów aluminiowych. Głównymi elementami składowymi są: membrany gumowe, uszczelki gumowe oraz zawory z płaskimi uszczelkami z twardej gumy. Zawory te współpracują z odpowiednio ukształtowanymi gniazdami. Dzięki zastosowaniu gumowych elementów zaworowych nie zachodzi potrzeba doszlifowywania ani utrzymywania dokładnych tolerancji.
Zachowana jest duża szczelność oraz duża czułość działania zaworów. Zasada pracy zaworów tego typu jest całkowicie odmienna od wcześniej stosowanych systemu Knorra czy Westinghousa. Dzięki zmianie sposobu zasilania zbiornika pomocniczego, hamulec stał się niewyczerpalnym o możliwościach stopniowania zarówno hamowania, jak i luzowania.
W zasadniczym zaworze rozrządczym istotną funkcję spełnia membrana oddzielająca komory zasilane ze zbiornika sterującego i przewodu hamulcowego. W zależności od różnicy ciśnień między tymi komorami otrzymuje się zasilanie dalszych zespołów zaworu z przewodu zasilającego. Zadaniem przyspieszacza jest zassanie pewnej ilości powietrza z komory i przewodu hamulcowego, przy rozpoczęciu hamowania, celem przyspieszenia obniżania się ciśnienia powietrza i rozchodzenia się fali hamowania. 
Zadaniem organu zasilającego i wyrównawczego jest zasilanie zbiornika sterującego oraz zabezpieczenie przed przeładowaniem tego zbiornika. Podczas hamowania organ ten przerywa zasilanie zbiornika sterującego. Organ zamykający przerywa zasilanie organu wyrównawczego, gdy rozpocznie się hamowanie i zacznie pracować zasadniczy zawór rozrządczy.
Zawór zwrotny działa, jeżeli różnica ciśnień między przewodem hamulcowym a zbiornikiem pomocniczym obniży się do około 0,3-0,6 kG/cm2 i umożliwia napełnienie tego zbiornika z przewodu hamulcowego.
Przekładnik ciśnienia steruje przepływem sprężonego powietrza do cylindra hamulcowego bezpośrednio ze zbiornika pomocniczego w zależności od pracy innych organów zaworu.
Ogranicznik steruje ciśnieniem powietrza działającego na przekładnik ciśnienia w zależności od obciążenia wagonu.
Podwójny zawór zwrotny steruje przepływem powietrza do przekładnika ciśnienia w zależności od używanego typu hamulca: pneumatycznego lub elektropneumatycznego.
Odluźniacz służy do ręcznego odhamowania, do sprawdzenia przepływu powietrza wzdłuż pociągu, do zmniejszania ciśnienia w przeładowanych komorach i wypuszczania powietrza z układu przy wyłączeniu hamulca.
W czasie napełniania układu sprężonym powietrzem o ciśnieniu 5 kG/cm2 wpływa ono kanałem do komory organu zamykającego oraz komory zasadniczego zaworu. Przez kalibrowaną dyszę płynie do komory organu zasilającego i wyrównawczego, skąd przez dyszę przedostaje się na drugą stronę membrany i kanałem do komory zasadniczego zaworu rozrządczego i dalej przewodem do zbiornika sterującego.
Jednocześnie powietrze o ciśnieniu 7 kG/cm2 zasila kanałem wlotowym górną komorę zaworu rozrządczego przez dyszę, zawór zwrotny i kanałem komorę przekładnika ciśnienia. Zawór rozrządczy jest gotowy do pracy.